# Grondzee
Grondzeeën zijn op zee lopende golven, die ten gevolge van afnemende waterdiepte hoger en steiler worden, vergelijkbaar met de wijze waarop golven van de branding zich verheffen. De onderkant van de golf wordt afgeremd in snelheid, terwijl de golftop nog wil doorlopen. De golfhoogte neemt niet af; de golven komen korter op elkaar en halen elkaar in, waarbij de golftoppen uiteindelijk over hun eigen golfvoet struikelen en breken. De zeeën zijn verzadigd van zand, daardoor massiever en zwaarder dan een gewone golf en extra gevaarlijk. Aan de lijzijde van een ondiepte van beperkte omvang kan bovendien een concentratie van energie optreden, doordat de golven er omheen lopen en aan de achterzijde samenkomen (convergeren).
De omstandigheden waarbij grondzeeën zich voordoen, zijn die van stormwind in combinatie met ondiepe zeeën.
Schepen kunnen als gevolg van grondzeeën in de problemen komen. In een golfdal kan de waterdiepte zo laag worden, dat de kiel van het het schip de bodem raakt en door de volgende golfpiek weer wordt meegesleurd. Een schip is op dat moment praktisch onbestuurbaar. Dit is niet iets uit een ver verleden, ook een hedendaags vrachtschip met een bescheiden diepgang van 6,405 meter kan bijvoorbeeld over de Doggersbank (een enorme zandbank of onderzeese hoogvlakte 13 meter onder water) in de Noordzee in een grondzee verzeild raken bij een zeegang van 7 meter of meer. Zeegang van 10 meter en nog hoger is daar (Doggersbank) niet ongewoon.